# Siegfried Rudolf Dunde
Siegfried Rudolf Dunde (* 19. März 1953 in Idstein; † 20. Mai 1993 in Bonn) war ein deutscher AIDS-Aktivist, Autor, Hochschullehrer, Soziologe, Theologe, Psychologe und Referent.

## Leben und Wirken
Siegfried Rudolf Dunde stammte aus Idstein. Er studierte Katholische Theologie, Soziologie und Psychologie und machte seine Examen als Diplom-Theologe und -Psychologe. Dunde war homosexuell.
Später war er Redenschreiber unter Bundespräsident Karl Carstens, nach dem Amtswechsel zu Bundespräsident Richard von Weizsäcker wurde er von diesem aufgrund seiner Homosexualität entlassen und 1985 Referent und Berater der damaligen Bundesministerin für Gesundheit, Rita Süssmuth. In dieser Zeit kämpfte er dafür, dass die Bundesregierung eine liberale, humane und seuchenrechtlich befreite Politik zum Thema AIDS betrieb. Sein Kampf wirkt bis heute nach.
Er war 1987 einer der Mitgründer der AIDS-Stiftung „Positiv Leben“ und wurde deren stellvertretender Vorsitzender. Ab 1990 war er als Professor an der Fachhochschule für Verwaltung in Köln tätig. Als Autor verfasste er viele Bücher und Beiträge hauptsächlich zu theologischen Themen wie Neid, Sexualität allgemein oder Homosexualität und Aids.
1992 erfuhr er von seiner Aids-Erkrankung und verstarb nur zehn Monate später, im Jahr 1993. In einem Nachruf äußerte sich auch Rita Süssmuth zu seinem Tod.

## Schriften (Auswahl)
- Die Behandlung des Neides in katholischen und evangelischen Religionsbüchern. Dissertations/Hochschulschrift, 1981.
- (als Herausgeber) Katholisch und rebellisch. Ein Wegweiser durch die andere Kirche. Rowohlt, Reinbek 1984.
- Auf dem Weg zum Ich. Mohn, Gütersloh 1984.
- Neue Spiritualität. Selbsterfahrung des religiösen Wandels. Fischer, Frankfurt am Main 1986.
- Andere haben es gut: der notwendige Neid. Kösel, München 1988.
- Nackter als nackt komm ich zur Dir. Publik-Forum, 1989
- Aids und Moral. Über ein psychosoziales Problem. Fischer, Frankfurt am Main 1990.